# Micropsectra lacustris
Micropsectra lacustris е насекомо от разред Двукрили (Diptera), семейство Хирономидни (Chironomidae).